# Antikörper
Albums de Eisbrecher
Eisbrecher Sünde
Antikörper est le second album du groupe de metal industriel allemand Eisbrecher, sorti en 2006.

## Liste des morceaux
1. Der Anfang (intro) 2:34
2. Adrenalin 4:02
3. Leider 4:10
4. Antikörper 4:15
5. Entlassen 4:28
6. Ohne Dich 4:37
7. Phosphor 3:54
8. Kein Mitleid 5:31
9. Kinder Der Nacht 4:18
10. Vergissmeinnicht 3:54
11. Freisturz 4:58
12. Wie Tief? 4:24
13. Das Ende (outro) 1:49

Bonus Track: Eiskalt Erwischt 3:49